# غرور (أعزاز)
غرور قرية سوريّة تتبع إداريّاً لمحافظة حلب منطقة أعزاز ناحية أخترين، بلغ تعداد سكانها 915 نسمة حسب التعداد السكاني لعام 2004 تشتهر بالزراعة وتربية الحيوانات 
عاشت غرور حرة ابية 
ابو زيد .